# Balanza de Mohr-Westphal

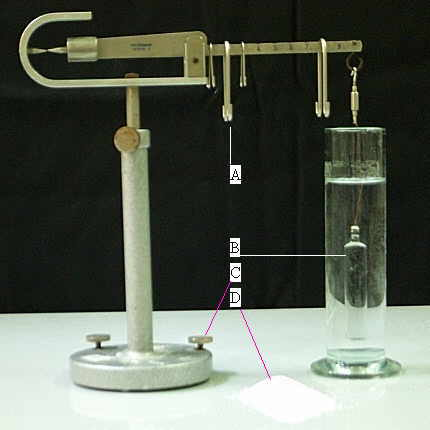
Balanza: A: pesas, B: inmersor de cristal, C: tornillos de alineación horizontal, D: sal que se disuelva en el agua

La balanza de Mohr-Westphal es una balanza de brazos desiguales que se utiliza para la determinación de densidades de líquidos. En esencia, consta de un armazón o montura ajustable en altura sobre el que se apoya una varilla segmentada en dos brazos. El brazo más corto termina en una pesa compacta fija, provista de una aguja que debe enfrentarse con otra aguja fijada al armazón para obtener el equilibrio. Del extremo del brazo largo pende, mediante un hilo delgado y ligero, un inmersor de vidrio que suele llevar incorporado un termómetro para medir la temperatura del líquido cuya densidad se desea medir. En el brazo largo hay marcadas diez muescas, numeradas del 1 al 10. La balanza dispone de un juego de cinco jinetillos o reiters (del alemán, jinetes): dos grandes que, aunque diferentes en forma y función, tienen el mismo peso, y otros tres más pequeños, cuyos pesos son la décima, la centésima y la milésima de aquellos, respectivamente.
Fue desarrollada por el farmacéutico alemán Karl Friedrich Mohr (1806-1879).

## Fundamento

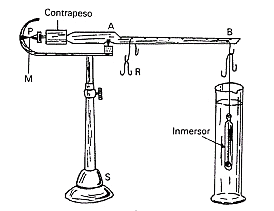
Esquema de una balanza de Mohr-Westphal.

La balanza de Mohr-Westphal, al igual que otras balanzas hidrostáticas, tiene su fundamento en el principio de Arquímedes. Este principio establece que todo cuerpo sumergido total o parcialmente en un fluido experimenta una fuerza vertical hacia arriba, llamada empuje hidrostático o de Arquímedes o, simplemente, empuje, cuyo valor es igual al peso del fluido desalojado y cuya línea de acción pasa por el centro de gravedad del fluido desalojado. Así, cuando un cuerpo de volumen V se sumerge totalmente en un líquido de densidad ρ, el empuje que experimenta el cuerpo es 

(1){\displaystyle E=\rho gV\,}

Por tanto, si un mismo cuerpo se sumerge sucesivamente en dos fluidos distintos, de densidades ρ1 y ρ2, experimentará empujes que se encontrarán en la relación

(2){\displaystyle {\frac {E_{2}}{E_{1}}}={\frac {\rho _{2}}{\rho _{1}}}}

de modo que, a partir de una medida del cociente {\displaystyle E_{2}/E_{1}\,}, podemos determinar la densidad relativa del segundo fluido con respecto al primero, esto es {\displaystyle \rho _{21}=\rho _{2}/\rho _{1}\,}.
Cuando el inmersor está colgado en el aire, su peso queda equilibrado por el contrapeso (la balanza está equilibrada). Cuando el inmersor se sumerge en un líquido, el empuje desequilibra la balanza, de tal forma que, si queremos restablecer el equilibrio, deberemos  colocar algunos reiters, cabalgando sobre el brazo graduado, hasta compensar exactamente el empuje hidrostático.
Como en la expresión (2) sólo aparece el cociente entre dos empujes, no tenemos que preocuparnos de cuál sea la unidad para medir estos. Así, el reiter unidad (1/1) se ha elegido de modo que, colocado en la división 10, equilibre exactamente el empuje que experimenta el inmersor cuando está sumergido en agua pura (exenta de aire) a 4 °C. Este reiter representa por tanto la unidad de empuje cuando está colocado en la división 10. Los demás reiters tienen, respectivamente una masa de 1/10, 1/100 de la del reiter unidad, de tal modo que colocados en la división 10 de la balanza, representan 1/10 y 1/100 de la unidad de empuje. Cada reiter colocado en cualquier otra división, representa tantas décimas de su valor (por ejemplo 0.1 en el caso del reiter unidad) como indica el número de la muesca sobre la que se ha situado. Así, por ejemplo, los reiter 1/1, 1/10 y 1/100 situados, respectivamente, en las muescas 7, 6 y 5, representan un empuje de 0.765 unidades. Puesto que la unidad de empuje corresponde al agua y la densidad de ésta es bien conocida (1 g/cm³ a 4 °C), la balanza de Mohr-Westphal permitirá conocer la densidad de un líquido problema a partir de la simple lectura de la posición de los reiters necesarios para equilibrar la balanza cuando el inmersor está completamente sumergido en un líquido cuya densidad queremos medir. 
No obstante, normalmente hay que proceder a efectuar la corrección instrumental de la balanza. Para ello se realiza una medida de densidad con un líquido bien conocido (v.g., agua destilada) y después con el líquido o líquidos problemas.
Existen factores que pueden afectar al resultado, pero su toma en consideración depende de la exactitud que le exijamos. Revisemos algunos de ellos.
- Temperatura: a diferencia de los sólidos, la variación de la densidad de los líquidos con la temperatura es del orden de magnitud de 1 por mil por cada grado Celsius, por lo que el resultado de la medida estará referido a la temperatura a la que se encuentre el líquido.

- Empuje del aire: la densidad del aire es de un orden de magnitud de 10-3 g/cm³. Así pues, cualquier cuerpo sumergido en el aire, experimenta un empuje del orden de 10-3 del que experimenta en el seno del agua. Este efecto puede despreciarse en la determinación de la densidad de un sólido, pero, si se requiriera una gran precisión, sería necesario tenerlo en cuenta; siendo entonces la densidad verdadera mayor en 0.001 g/cm³ que la calculada, aproximadamente.

- Profundidad de inmersión del inmersor:  el hilo del que está suspendido el inmersor experimenta un empuje que depende de la porción de él que se sumerja. Para minimizar el error introducido por este motivo, el inmersor debe suspenderse del estribo de igual forma en las dos operaciones de pesadas necesarias para la determinación de la densidad de un sólido.

- Tensión superficial del líquido: los fenómenos de tensión superficial también pueden afectar las medidas realizadas durante la práctica. Para minimizar su influencia, se sumergirá el portaobjetos de igual forma en las dos operaciones de pesada.

- Burbujas de aire: la adherencia de burbujas de aire al inmersor influye sobre el resultado, produciendo un empuje adicional, por lo que debe evitarse la presencia de las burbujas. Para ello se sacudirá ligeramente el inmersor en la primera inmersión en el líquido, antes de suspenderlo del estribo, para desprender las posibles burbujas de aire adheridas.